# Identidad de género

Legislación acerca de la identidad de género por país.
Cambio de identidad legal
Cambio de identidad legal, solo después de cirugía
Cambio de identidad ilegal
Desconocido/ambiguo

La identidad de género —del inglés gender identity— alude a la percepción personal que un individuo tiene sobre sí mismo en cuanto a su género, que podría o no coincidir con sus características anatómicas sexuales. La identidad de género puede coincidir con el sexo asignado a una persona o puede diferir de dicha clasificación. Según la Asociación Estadounidense de Psicología, puede definirse como la concepción interna que tiene una persona de sí misma como hombre, mujer, una mezcla de ambos, u otro.
Este puede considerarse como el sexo psicológico o psíquico que a menudo se basa en las percepciones y experiencias personales de un individuo sobre su propia masculinidad o feminidad, constituyéndose en uno de los tres elementos de la identidad sexual junto a la orientación sexual y el rol de género, relacionándose «con el esquema ideoafectivo de pertenencia a un sexo», por lo que sería la expresión individual del género.
Muchas sociedades tienen un conjunto de categorías de género que pueden servir como base de la formación de la identidad social de un individuo en relación con otros miembros. En éstas, existe una división básica entre los atributos de género asignados a hombres y mujeres, en algunas un binarismo de género al que la mayoría de las personas se adhieren junto con ideales de la masculinidad y la feminidad en todos los aspectos del sexo y género: el sexo biológico, la identidad de género y la expresión de género. Algunas sociedades tienen un tercer sexo también, cómo dos-espíritus y māhū. Sin embargo, también hay algunas personas que no se identifican con algunos (o todos) los aspectos de género que están asignados a su sexo biológico, muchas asumiéndose trans y nobinarie, cubriendo una amplia gama de identidades de género que vienen dadas desde la subjetividad.
La identidad de género suele formarse a los tres años. Después de los tres años, es extremadamente difícil cambiar la identidad de género.

## Etimología
El término surgió en Estados Unidos a mediados del siglo XX en los ambientes médicos y psiquiátricos. En 1955, y en el marco del trabajo con hermafroditas, el psicólogo John Money habla de gender roles en un intento de descubrir por qué el sexo cromosómico no corresponde, en algunas personas, al sexo anatómico. Para el profesional y sus colaboradores, la identidad de género es definida como «todas aquellas cosas que una persona dice o hace para revelarse a sí mismo que tiene la condición de niño u hombre, niña o mujer, respectivamente. Incluye, pero no se limita a, la sexualidad en el sentido de erotismo».
Robert Stoller, psicoanalista y psiquiatra, adopta el término gender de la obra de Money y propone una diferenciación entre sexo (sex) y género (gender), siendo el primero biológico y el segundo psicológico y social. Años más tarde, el término gender identity es introducido en el léxico profesional por este autor al estudiar a los transexuales, que no se reconocen en su identidad sexual de nacimiento, sumándose a dicha tendencia Evelyn Hooker en 1960 (aunque Money atribuye a Hooker como la pionera). Seis años más tarde, el término aparece en la prensa y se difunde mundialmente al lenguaje común, así como a otros idiomas.

## Orígenes
La identidad de género está estrechamente vinculada a los roles de género, comportamientos y actitudes que una sociedad determinada considera aceptables y apropiados para los individuos en función de su sexo. La observación de otras personas de diferentes identidades de género o sexuales, como los padres, las madres y los familiares, sirve de modelo para desarrollar una autoidentificación  y, con ello adscribirse a uno u otro género, lo cual puede verse influido por factores biológicos y genéticos. Los niños y las niñas en sus primeros años aprenden rápidamente a asociar determinados colores, juguetes, programas de televisión, objetos, actividades, espacios y vestimentas con identidades psicosociales. Sin embargo, existen estructuras cerebrales que influyen en la diferenciación sexual entre varones y mujeres. El hipotálamo, que influye en la temperatura corporal, en la presión arterial, en las sensaciones de hambre y de sueño, también tiene un papel decisivo en el comportamiento sexual. De hecho, estadísticamente los hombres tienden a presentar un mayor desarrollo del núcleo preóptico medial.
Al considerar el género, ligado al deseo, como más determinante que el determinismo genético del sexo genético, ligado a la anatomía, reactivó las controversias en la comunidad científica acerca de lo innato o adquirido. En la década de 1950 este tema era de fundamental importancia para los que bregaban por despatologizar la homosexualidad.

### Relación con la identidad sexual
La identidad de género y la identidad sexual convergen en la construcción que hace el sujeto de sí, sin embargo, la primera es más general e incluye aspectos no estrictamente biológicos, en tanto que la segunda se relaciona principalmente con el reconocimiento que los sujetos hacen respecto a sus órganos sexuales. La identidad de género por tanto añade una dimensión psicológica de identificación que puede ser independiente de los caracteres fenotípicos que todos los seres humanos poseen en función de condicionantes biológicos; estos pueden ser independientes del ámbito psicosocial, a pesar de que en la mayor parte de las personas existe una correlación entre ambos.
Cuando se hace referencia a la expresión de género se alude a la exteriorización de la identidad de género de una persona (Ferreyra, Marcelo, IGLHRC).
El sexo genotípico está determinado por dos cromosomas sexuales, X e Y. Cromosomas XX es para mujer y cromosomas XY es un varón. El sexo fenotípico está determinado por el desarrollo de los genitales internos y externos. El genotipo XX conduce a una persona con ovarios, oviductos, útero, cuello uterino, clítoris, labios genitales y vagina, una hembra humana. El genotipo XY lleva a una persona con testículos, vesículas seminales, pene y escroto a ser un macho humano. Pero la identidad autodesignada a veces no coincide con el sexo asignado al nacer.

### Bases socioculturales
Sus articuladores son los «cánones vigentes de masculinidad y feminidad», y «se relaciona con el esquema ideoafectivo de pertenencia a un sexo», y se trata, por consiguiente, de la expresión individual del género.
Toda sociedad tiene un conjunto de esquemas de género, una serie de «normas, prescripciones sociales o estereotipos culturales relacionados con el género» que sirven de base para la formación de una identidad social en relación con otros miembros de esa sociedad y que, en consecuencia, dan origen a la identidad de género.
La identidad de género es parte de una serie de círculos de pertenencia, como lo menciona Gilberto Giménez (1996), a los que el sujeto se adscribe a partir del reconocimiento que hace de sí y de los otros, durante las interacciones que se suscitan en espacios y momentos específicos.

### Bases biológicas
El principal mecanismo responsable de la identidad de género y orientación sexual implica un efecto directo de la testosterona en el cerebro humano en desarrollo, como se muestra en los diferentes trastornos del tipo intersexual.
El síndrome de insensibilidad completa a los andrógenos es causado por diferentes mutaciones en el gen para el receptor de andrógenos (AR). Los afectados son varones XY que se desarrollan como mujeres y tienen una apariencia fenotípica de mujer y fantasías "heterosexuales", sin los problemas de incoherencia de género.
Cuando un feto varón tiene una deficiencia de 5α-reductasa 2 o 17 β hidroxi-esteroides deshidrogenasa-3, ocurre que la testosterona periférica se transforma en dihidrotestosterona. Esta deficiencia parece ser una anomalía genética, con una distribución geográfica muy irregular. Al nacer, se presenta como una niña con un clítoris grande. Estos niños XY son generalmente criados como niñas. Sin embargo, cuando aumenta la producción de testosterona durante la pubertad, el 'clítoris' crece al tamaño de un pene, los testículos descienden, y los niños comienzan a masculinizarse y se hacen más musculosos. Una observación que hizo la investigadora Julianne Imperato-McGinley —quien lo descubrió entre los niños en la república Dominicana, donde la anomalía es más frecuente que la media— fue que todos estos chicos, a pesar de ser educados como chicas, mostraron casi todos preferencias heterosexuales.

## Identidades de género

Bandera del orgullo trans: Las franjas superior e inferior son azules claro, el color tradicional de los bebés niños. Las franjas anexas a estas son rosas, el color tradicional de las bebés niñas. La franja central es blanca, en representación de quienes están transicionando o se consideran a sí mismos de género neutral o indefinido.

Bandera de la identidad no binaria.

Mientras la heterosexualidad, la homosexualidad, la bisexualidad y el resto de variantes sexuales hacen referencia a la orientación sexual, entendida como la capacidad de sentir atracción sexual, emocional y afectiva por personas de un género distinto al propio y/o de un mismo género, los términos transgénero y transexualidad definen a aquellas personas que se autoidentifican con una identidad de género que no se ajusta al sexo biológico con el que estas fueron asignadas al nacer. Según esto, se considera que una persona es cisgénero si su identidad de género coincide con su sexo biológico, mientras que una persona será transgénero si su identidad de género difiere del sexo biológico con el que fue asignada al nacer.
Una persona transgénero se reconoce como transexual o trans desde el momento en el que modifica su cuerpo o tiene el deseo de hacerlo hacia el fenotipo sexual opuesto a aquel que le fue asignado al nacer, bien sea mediante métodos hormonales, quirúrgicos o ambos. Se denomina como hombre trans a aquella persona que, pese a haber sigo asignada al sexo femenino al nacer, según las características físicas propias de su sexo biológico, sitúa su identidad dentro del género masculino. Por contra, se denomina como mujer trans a la que, pese a haber sido asignada al sexo masculino al nacer, según las características físicas propias de su sexo biológico, sitúa su identidad dentro del género femenino.
Dentro del colectivo trans suelen incluirse los llamados géneros no binarios o cuirgénero (genderqueer), personas con una identidad que no se ajusta al binarismo de género, ya que su identidad no se percibe totalmente masculina o femenina. Sin embargo, existen personas no binarias que no se identifican dentro del colectivo trans porque este sí se articula dentro del binarismo de género. Esto ha hecho que en los últimos años se añadan las acepciones queer (Q) y plus (+) al colectivo LGBTQ+, abarcando así a aquellas identidades de género no binarias.
- Tercer género: concepto antropológico y sociológico que se usa para clasificar a aquellos géneros totalmente alejados de los conceptos de hombre o mujer que son reconocidos como válidos en ciertas culturas no occidentales. El término designa a personas transgénero y/o intersexuales que se autoperciben con una identidad de género opuesta a su sexo biológico, pero que al no ser masculina ni femenina, es entendida como un tercer género, en un sentido sagrado.[47] Casos concretos son las vírgenes juramentadas en los Balcanes, berdache y winkte en América del Norte, muxe en México, hijra en la India, kathoey en Tailandia, apwint en Birmania, akava'ine en Islas Cook, fa'afafine en Samoa, mahu en Hawái o khanith en la cultura árabe.
- Maverique: género disidente o inconformista, concebido como la alternativa occidental al tercer género, pues incluye a todas las personas occidentales que, pese a autoidentificarse con un género concreto, lo hacen con uno que no tiene ninguna relación con lo masculino, lo femenino u otro grado intermedio. Los maverique son de un tercer género ajeno al binarismo.[48]
- Bigénero: personas que se autoidentifican simultáneamente con dos géneros distintos, los cuales pueden ser el género masculino, el género femenino u otros géneros no binarios.[49]
- Trigénero: personas que se autoidentifican simultáneamente con tres géneros distintos, los cuales pueden ser el género masculino, el género femenino u otros géneros no binarios.[50]
- Pangénero: personas que se autoidentifican simultáneamente con más de tres géneros distintos o, en casos más amplios, con todos aquellos que existen en su propio ámbito cultural.[51]
- Género fluido:  personas que transicionan entre dos o más géneros de forma permanente o esporádica, pudiendo ser bigénero, trigénero o pangénero según sea el número de géneros que estén implicados en dicha fluctuación. Estas pueden fluir de lo masculino a lo no binario, de lo femenino a lo no binario, sólo entre géneros no binarios o entre todos los géneros.[52]
- Agénero: personas que presentan una ausencia total o parcial de género, bien sea de forma permanente o esporádica.[53] No hay que confundir a los agénero con las personas asexuales.

## Patologización relacionada con las identidades trans
La identidad transexual o transgénero por sí sola no es considerada un trastorno mental. Sin embargo, cuando un individuo siente un extremo e intenso malestar o depresión por sus desesperados deseos de ser alguien del sexo o género opuesto, y todo ello afecta negativa y significativamente sus actividades cotidianas, cae en un trastorno mental llamado disforia de género. No todas las personas transgénero o transexuales experimentan dicha situación, por tanto la disforia de género no puede confundirse con el simple hecho de que una persona sea transexual o transgénero, según la Asociación Estadounidense de Psicología. De hecho, según el DSM-5, que estableció el término "disforia de género", el tratamiento de dicho trastorno no es disuadir al individuo de su identidad trans, sino ayudarlo a adecuarse a ella.

## Identidad, ética y derecho

### Identidad de género en la ética
En cuestión de la ética se puede considerar que la identidad de género esta mencionando en el principio ético de igualdad el cual es un principio ético básico y un ideal normativo, un mensaje prescrito dirigido a las normas, y, por tanto, a sus creadores, relativo a cómo deben ser tratados los seres humanos.

### Identidad de género en el derecho
Los Principios de Yogyakarta versan sobre la aplicación de la legislación internacional de derechos humanos en relación con la orientación sexual y la identidad de género. Es un documento que recoge una serie de principios relativos a la orientación sexual e identidad de género, con la finalidad de orientar la interpretación y aplicación de las normas del Derecho internacional de los derechos humanos, estableciendo unos estándares básicos, para evitar los abusos y dar protección a los derechos humanos de las personas lesbianas, gais, bisexuales y transexuales (LGBT)[cita requerida].

#### Argentina
El 1 de diciembre de 2011 la Cámara de Diputados de la Nación aprobó por 167 votos a favor, 17 en contra y 7 abstenciones el proyecto de ley de identidad de género. Finalmente y por 55 votos a favor y una abstención el Senado de la Nación Argentina aprobó la Ley de identidad de Género. La ley fue promulgada por el decreto N° 773/2012 del Poder Ejecutivo Nacional el 24 de mayo de 2012 y lleva el número 26.743. La ley fue reglamentada por Decreto 1007/2012. Siendo el Registro Nacional de las Personas la unidad especializada de asesoramiento y asistencia en las materias de competencia de la Ley 26.743. El derecho a la identidad de género está reconocido en la ley 26.743. El artículo 1° de esta ley define la identidad de género :
Toda persona tiene derecho:
a) Al reconocimiento de su identidad de género;
b) Al libre desarrollo de su persona conforme a su identidad de género;
c) A ser tratada de acuerdo con su identidad de género y, en particular, a ser identificada de ese modo en los instrumentos que acreditan su identidad respecto de el/los nombre/s de pila, imagen y sexo con los que allí es registrada.

Y el artículo 2°:
[...] la vivencia interna e individual del género tal como cada persona la siente, la cual puede corresponder o no con el sexo asignado al momento del nacimiento, incluyendo la vivencia personal del cuerpo. Esto puede involucrar la modificación de la apariencia o la función corporal a través de medios farmacológicos, quirúrgicos o de otra índole, siempre que ello sea libremente escogido. También incluye otras expresiones de género, como la vestimenta, el modo de hablar y los modales.
La ley de identidad de género permite que las personas puedan modificar el nombre, la imagen y el sexo registrado en los documentos. Si la persona quiere operarse, la obra social debe cubrir la intervención quirúrgica y los tratamientos.

#### Bolivia
El 19 de mayo de 2016, la Cámara de Diputados de Bolivia aprobó la Ley de Identidad de Género. Al día siguiente, el Senado aprobó la medida por mayoría simple de votos. El 21 de mayo de 2016, el proyecto de ley fue promulgado por el vicepresidente Álvaro García Linera. La ley entró en vigor el 1 de agosto de 2016.
La Ley N° 807 de Identidad de Género permite a personas transexuales y transgénero mayores de 18 años el cambio de nombres propios, datos de sexo e imagen en la documentación pública y privada vinculada a su identificación. El cambio de identidad, según establece uno de los estatutos, será reversible por una sola vez, luego de lo cual no podrán modificarse nuevamente estos datos.

#### Brasil
El 1 de marzo de 2018 se dictaron dos fallos históricos sobre los derechos de las personas transgénero. En primer lugar, el Tribunal Superior Electoral de Brasil dictaminó que las personas transgénero pueden presentarse a las elecciones con su nombre preferido. Los defensores de las personas transgénero elogiaron la decisión, ya que las elecciones se llevaron a cabo en octubre de 2018. En segundo lugar dictaminó que unánimemente que las personas transgénero pueden cambiar su género legal sin someterse a cirugía o terapia hormonal, que anteriormente eran requisitos.  Una persona transgénero que busca cambiar su género para reflejar su identidad de género ahora puede simplemente solicitar hacerlo en un puesto de registro en el país, sin la necesidad de un documento judicial o informe médico.

#### Canadá
Las personas trans pueden cambiar su género en todo el territorio desde 2017, los requisitos varían por región pero se pueden hacer sin necesidad de cirugías previas o tratamientos hormonales.

#### Chile

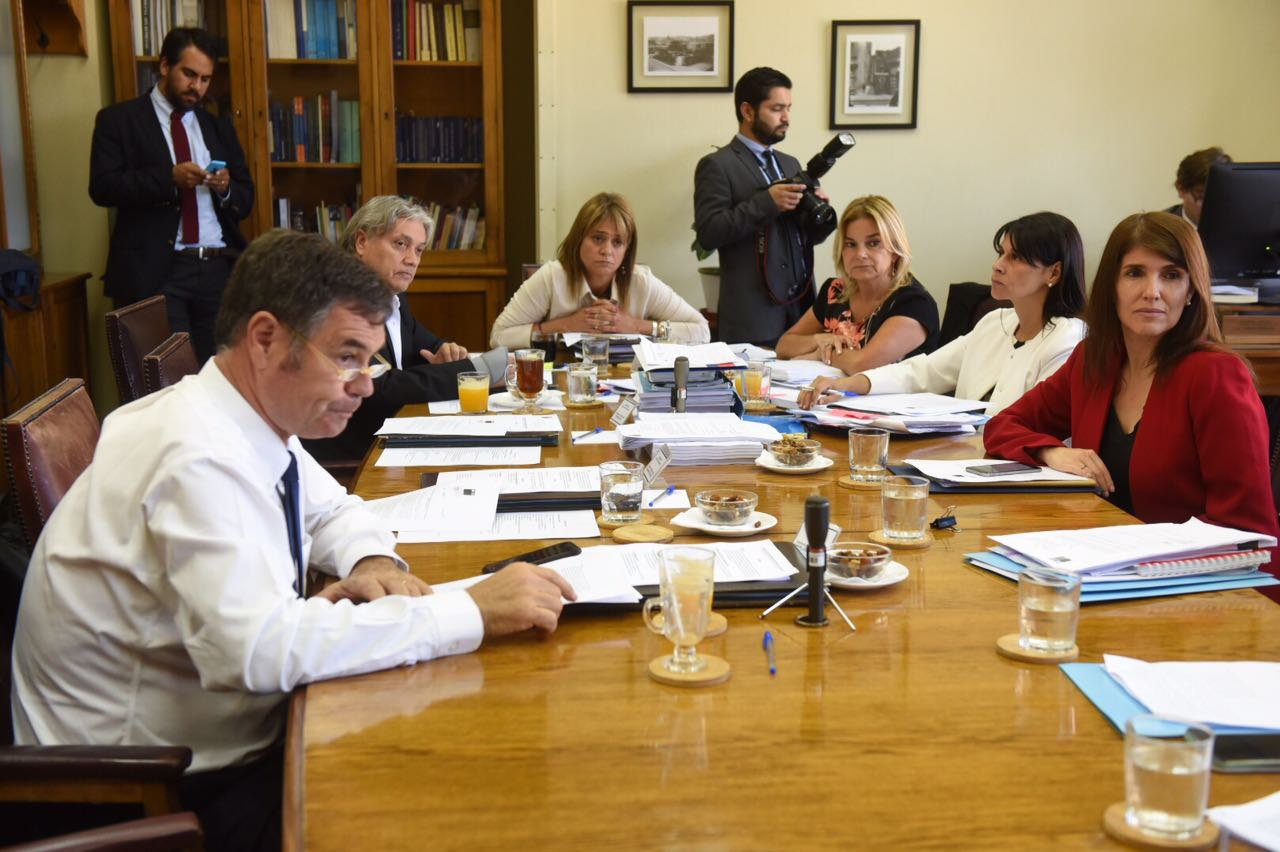
Ministra Paula Narváez participando en proyecto del senado, sobre la ley de identidad de género (Chile)

Luego de cinco años de discusión, el 5 de septiembre de 2018, el Senado aprobó el proyecto de ley por 26 a votos a favor y 14 en contra. El 12 se septiembre la Cámara de Diputados hizo lo mismo con 95 a favor y 46 en contra. El 25 de octubre de 2018, el Tribunal Constitucional declara la constitucionalidad de la ley aprobada. El 28 de noviembre de 2018, el presidente Sebastián Piñera firma y promulga la ley. El 10 de diciembre de 2018, la ley es publicada en el Diario Oficial.Queda prohibida toda discriminación motivada por origen El 13 de agosto de 2019, se publica en el Diario Oficial el Reglamento que regula el procedimiento administrativo de rectificación de nombre y sexo ante el Registro Civil. El 29 de agosto de 2019, es publicado el Reglamento sobre acompañamiento a menores de edad. La ley entró en vigencia el 27 de diciembre de 2019, 120 días después de la publicación del último reglamento.
El derecho a la identidad de género es protegido por Ley N.º 20.609 y Ley N.º 21.120.

#### Colombia
Las sentencias de la Corte Constitucional de Colombia de 2012 y 2014 permiten que los cambios de nombre se realicen más de una vez, en respuesta a dos fallos de la Corte Constitucional en 2015, el Gobierno colombiano emitió un decreto el 4 de junio de 2015 para simplificar el proceso mediante el cual los adultos mayores de 18 años pueden cambiar legalmente su género. El decreto, firmado por el Ministerio de Justicia y el Ministerio del Interior, dice que el cambio de género está justificado por la elección individual de una persona; elimina el requisito de exámenes psiquiátricos o físicos.

#### Costa Rica
El 28 de junio de 2018, el presidente Carlos Alvarado Quesada emitió un decreto ejecutivo que obliga a todas las instituciones estatales a modificar los documentos y registros internos de las personas trans que desean que se les cambie de nombre, fotografía o sexo. El decreto se aplica a pasaportes, permisos de conducir, documentos de identidad, permisos de trabajo, identificación universitaria, etc. Funcionarios costarricenses anunciaron que esto estaba de acuerdo con el fallo de la Corte Interamericana de Derechos Humanos de enero de 2018. El diciembre de 2018, el presidente Alvarado firmó otra orden ejecutiva que extiende este derecho a los inmigrantes.

#### Ecuador
La Ley Orgánica de Gestión de la Identidad y Datos Civiles, aprobada en 2016, permite a los ecuatorianos declarar su identidad de género en lugar del sexo asignado al nacer. La ley distribuye nuevas tarjetas de identificación legales a quienes deseen cambiar su género, nombre de nacimiento y también sin necesidad de cirugías de reasignación de sexo.

#### Estados Unidos
Estados Unidos no tiene una ley a nivel federal sin embargo sus estados han legislado este tema en 26 estados de sin necesidad de cirugía previa, en 21 estados se requiere de una cirugía previa obligatoria y solo es ilegal en 2 estados, en 2020 el estado de Idaho prohibió el cambio de género sin embargo un fallo judicial dijo que la ley era inconstitucional e inaplicable por lo que se encuentra en un limbo jurídico.

#### México
En México el derecho a la identidad de género está protegido por la Constitución Política de los Estados Unidos Mexicanos, que estipula en su Artículo 1.º:

[...] Todas las autoridades, en el ámbito de sus competencias, tienen la obligación de promover, respetar, proteger y garantizar los derechos humanos de conformidad.

Asimismo, la identidad e igualdad de género está protegido por el Artículo 1.º:

[...] Queda prohibida toda discriminación motivada por origen étnico o nacional, el género, la edad, las discapacidades, la condición social, las condiciones de salud, la religión, las opiniones, las preferencias sexuales, el estado civil o cualquier otra que atente contra la dignidad humana y tenga por objeto anular o menoscabar los derechos y libertades de las personas.

También la Suprema Corte de Justicia de la Nación se pronunció a favor de una ley a nivel nacional.
La Constitución Política de la Ciudad de México en su artículo 6, apartado B Derecho a la Identidad y Seguridad Jurídica prevé el derecho a la identidad de género sin necesidad de permisos judiciales ni cirugías de reasignación de sexo, siendo la primera entidad federativa en aprobar este derecho en el año 2015.
La Ciudad de México, así como los estados de Coahuila, Colima, Hidalgo, Michoacán, Nayarit, Oaxaca, Puebla, Quintana Roo, San Luis Potosí, Sonora y Tlaxcala aprobaron por la vía legislativa, es decir, pasaron y aprobaron por sus congresos locales un marco normativo para efectuar el cambio de documentos de identidad acordes al género autopercibido, como es establecido en la recomendación OC24/17 de la Corte Interamericana de Derechos Humanos, sin embargo pese a que el estado de San Luis Potosí inicialmente el trámite era sin necesidad de diagnósticos psicológicos ni cirugías previas el 30 de julio de 2020 se agregó como un requisito  Mientras que en los estados de Baja California, Chihuahua y Jalisco es legal gracias a un decreto gubernamental sin pasar por sus congresos locales, sólo es permitido por el gobierno en turno y sólo el estado de Jalisco reconoce a las personas trans menores de 18 años.
El Primer Parlamento de Mujeres de la Ciudad de México, aprobó una iniciativa de reforma, para el reconocimiento a la Identidad de Género para personas menores de 18 años (Infancia Trans) el 24 de abril de 2019, la Iniciativa será presentada en el Congreso Local, también el estado de Oaxaca debate una ley similar a la Infancia Trans de la Ciudad de México.
| Entidad federativa  | Tema            | Tipo de decisión       | Fecha de adopción         | Entrada en vigor         | Publicado en                                                                                            |
| ------------------- | --------------- | ---------------------- | ------------------------- | ------------------------ | --- |
| Aguascalientes      | Pendiente       | Pendiente              | Pendiente                 | Pendiente                | Pendiente                                                                                               |
| Baja California     | Personas trans  | Reforma legislativa    | 27 de enero de 2022       | 12 de febrero de 2022    | Periódico Oficial del Estado de Baja California. Tomo CXXIX. Nº 11. Sección IV.                         |
| Baja California     | Infancias trans | Sentencia judicial     | 19 de junio de 2023       | 23 de enero de 2024      | Diario Oficial de la Federación, edición matutina. N.º 20 del 22 de enero de 2024.                      |
| Baja California     | Infancias trans | Sentencia judicial     | 20 de junio de 2024       | 29 de junio de 2024      | Periódico Oficial del Estado de Baja California. Tomo CXXXI. Nº 33. Sección IV.                         |
| Baja California Sur | Personas trans  | Reforma legislativa    | 28 de junio de 2021       | 01 de agosto de 2021     | Boletín Oficial del Estado de Baja California Sur. Tomo XLVIII. Nº 28-Bis.                              |
| Baja California Sur | Infancias trans | Sentencia judicial     | 13 de junio de 2023       | 07 de octubre de 2023    | Diario Oficial de la Federación, edición matutina. N.º 20 del 06 de octubre de 2023.                    |
| Baja California Sur | Infancias trans | Sentencia judicial     | 27 de junio de 2024       | 05 de julio de 2024      | Boletín Oficial del Estado de Baja California Sur. Tomo LI. Nº 48.                                      |
| Campeche            | Pendiente       | Pendiente              | Pendiente                 | Pendiente                | Pendiente                                                                                               |
| Chiapas             | Pendiente       | Pendiente              | Pendiente                 | Pendiente                | Pendiente                                                                                               |
| Chihuahua           | Personas trans  | Sentencia judicial     | 07 de junio de 2019       | 10 de junio de 2019      | Tesis jurisprudencial del Pleno del Decimoséptimo Circuito PC.XVII. J/20 A (10a.)                       |
| Chihuahua           | Personas trans  | Decisión del ejecutivo | 07 de junio de 2019       | 10 de junio de 2019      | Tesis jurisprudencial del Pleno del Decimoséptimo Circuito PC.XVII. J/20 A (10a.)                       |
| Ciudad de México    | Personas trans  | Reforma legislativa    | 29 de agosto de 2008      | 11 de octubre de 2008    | Gaceta Oficial del Distrito Federal. Décima Séptima Época. Nº 439.                                      |
| Ciudad de México    | Personas trans  | Reforma legislativa    | 13 de noviembre de 2014   | 05 de febrero de 2015    | Gaceta Oficial del Distrito Federal. Décima Octava Época. Nº 24.                                        |
| Ciudad de México    | Infancias trans | Decisión del ejecutivo | 26 de agosto de 2021      | 28 de agosto de 2021     | Gaceta Oficial de la Ciudad de México. Vigésima Primera Época. Nº 671 Bis.                              |
| Ciudad de México    | Infancias trans | Sentencia judicial     | 15 de junio de 2022       | 15 de junio de 2022      | Amparo en revisión 155/2021. Primera Sala de la Suprema Corte de Justicia de la Nación.                 |
| Coahuila            | Personas trans  | Reforma legislativa    | 13 de noviembre de 2018   | 28 de noviembre de 2018  | Periódico Oficial del Estado de Coahuila. Tomo CXXV. Nº 95.                                             |
| Colima              | Personas trans  | Reforma legislativa    | 13 de febrero de 2019     | 28 de febrero de 2019    | Periódico Oficial del Estado de Colima. Tomo CIV. Nº 14. Edición Extraordinaria.                        |
| Durango             | Pendiente       | Pendiente              | Pendiente                 | Pendiente                | Pendiente                                                                                               |
| Estado de México    | Personas trans  | Reforma legislativa    | 20 de julio de 2021       | 23 de julio de 2021      | Periódico Oficial del Estado de México. Tomo CCXII. Nº 12. Sección Segunda.                             |
| Estado de México    | Infancias trans | Sentencia judicial     | 15 de junio de 2023       | 16 de junio de 2023      | Acción de inconstitucionalidad 124/2021. Pleno de la Suprema Corte de Justicia de la Nación.            |
| Guanajuato          | Personas trans  | Reforma legislativa    | 17 de diciembre de 2024   | 27 de diciembre de 2024  | |
| Guerrero            | Pendiente       | Pendiente              | Pendiente                 | Pendiente                | Pendiente                                                                                               |
| Hidalgo             | Personas trans  | Reforma legislativa    | 25 de abril de 2019       | 16 de mayo de 2019       | Periódico Oficial del Estado de Hidalgo. Tomo CLII. Nº 19. Alcance Uno.                                 |
| Jalisco             | Personas trans  | Decisión del ejecutivo | 29 de octubre de 2020     | 30 de octubre de 2020    | Periódico Oficial del Estado de Jalisco. Tomo CCCXCIX. Nº 22. Sección II.                               |
| Jalisco             | Personas trans  | Reforma legislativa    | 7 de abril de 2022        | 10 de abril de 2022      | Periódico Oficial del Estado de Jalisco. Tomo CDIII. Nº 48. Sección IV.                                 |
| Jalisco             | Infancias trans | Sentencia judicial     | 15 de junio de 2023       | 16 de junio de 2023      | Acción de inconstitucionalidad 72/2022. Pleno de la Suprema Corte de Justicia de la Nación.             |
| Michoacán           | Personas trans  | Reforma legislativa    | 13 de junio de 2017       | 19 de agosto de 2017     | Periódico Oficial del Estado de Michoacán. Tomo CLXVII. Nº 97. Séptima Sección.                         |
| Morelos             | Personas trans  | Reforma legislativa    | 9 de septiembre de 2021   | 15 de septiembre de 2021 | Periódico Oficial del Estado de Morelos. Sexta época. 5986.                                             |
| Nayarit             | Personas trans  | Reforma legislativa    | 20 de julio de 2017       | 28 de julio de 2017      | Periódico Oficial del Estado de Nayarit. Sección Sexta. Tomo CCI. Nº 020. Tiraje 040. Sección Octava.   |
| Nayarit             | Personas trans  | Reforma legislativa    | 21 de julio de 2021       | 3 de diciembre de 2022   | Periódico Oficial del Estado de Nayarit. Sección Octava. Tomo CCXI. Nº 105. Tiraje 030. Sección Octava. |
| Nuevo León          | Personas trans  | Decisión del ejecutivo | 19 de febrero de 2019     | 19 de marzo de 2020      | - |
| Nuevo León          | Infancias trans | Sentencia judicial     | --                        | --                       | Diario Oficial de la Federación, edición vespertina, Tomo DCCLXXXVIII. N.º 33 del 31 de mayo de 2019.   |
| Oaxaca              | Personas trans  | Reforma legislativa    | 30 de agosto de 2019      | 6 de octubre del 2019    | Periódico Oficial del Estado de Oaxaca. Tomo CI. Nº 40. Segunda sección.                                |
| Oaxaca              | Personas trans  | Reforma legislativa    | 22 de septiembre del 2021 | 17 de octubre del 2021   | Periódico Oficial del Estado de Oaxaca. Tomo CIII. Nº 42. Cuarta sección.                               |
| Oaxaca              | Infancias trans | Sentencia judicial     | 15 de junio de 2023       | 16 de junio de 2023      | Acción de inconstitucionalidad 174/2021. Pleno de la Suprema Corte de Justicia de la Nación.            |
| Puebla              | Personas trans  | Reforma legislativa    | 25 de febrero de 2021     | 27 de marzo de 2021      | Periódico Oficial del Estado de Puebla. Tomo DLI. Nº 19. Edición vespertina.                            |
| Puebla              | Infancias trans | Sentencia judicial     | 07 de marzo de 2023       | 08 de marzo de 2023      | Diario Oficial de la Federación, edición matutina. N.º 6 del 07 de marzo de 2023.                       |
| Querétaro           | Pendiente       | Pendiente              | Pendiente                 | Pendiente                | Pendiente                                                                                               |
| Quintana Roo        | Personas trans  | Reforma legislativa    | 17 de noviembre de 2020   | 1 de diciembre de 2020   | Periódico Oficial del Estado de Quintana Roo. Tomo III. Nº 22 Ordinario. Novena época.                  |
| San Luis Potosí     | Personas trans  | Decisión del ejecutivo | 17 de mayo de 2019        | 18 de mayo de 2019       | Periódico Oficial del Estado de San Luis Potosí. Año CII. Tomo I. Edición Extraordinaria.               |
| Sinaloa             | Personas trans  | Reforma legislativa    | 9 de marzo de 2022        | 17 de marzo de 2022      | Periódico Oficial del Estado de Sinaloa. Tomo CXII. Tercera época. Primera Sección Nº 033.              |
| Sonora              | Personas trans  | Reforma legislativa    | 01 de octubre de 2020     | 03 de febrero de 2021    | Boletín Oficial del Estado de Sonora. Tomo CCVII. Nº 9 Sección I.                                       |
| Sonora              | Infancias trans | Sentencia judicial     | 19 de junio de 2023       | 21 de octubre de 2023    | Diario Oficial de la Federación, edición matutina. N.º 18 del 20 de octubre de 2023.                    |
| Tabasco             | Pendiente       | Pendiente              | Pendiente                 | Pendiente                | Pendiente                                                                                               |
| Tamaulipas          | Pendiente       | Pendiente              | Pendiente                 | Pendiente                | Pendiente                                                                                               |
| Tlaxcala            | Personas trans  | Reforma legislativa    | 1 de octubre de 2019      | 15 de octubre de 2019    | Periódico Oficial del Estado de Tlaxcala del 14 de octubre de 2019.                                     |
| Veracruz            | Personas trans  | Sentencia judicial     | 2 de agosto de 2021       | 11 de agosto de 2021     | Gaceta Oficial del Estado de Veracruz. Tomo CCIV. Nº Extraordinario 316.                                |
| Veracruz            | Personas trans  | Sentencia judicial     | 2 de agosto de 2021       | 11 de agosto de 2021     | Gaceta Oficial del Estado de Veracruz. Tomo CCIV. Nº Extraordinario 316.                                |
| Veracruz            | Personas trans  | Reforma legislativa    | 1 de abril de 2025        | 8 de abril de 2025       | |
| Yucatán             | Personas trans  | Reforma legislativa    | 28 de marzo de 2024       | 27 de abril de 2024      | Pendiente                                                                                               |
| Zacatecas           | Personas trans  | Reforma legislativa    | 22 de diciembre de 2022   | 26 de enero de 2023      | Periódico Oficial del Estado de Zacatecas. Tomo CXXXIII. Nº 7.                                          |

#### Perú
Las personas transgénero pueden cambiar su nombre para que coincida con su identidad de género. En mayo de 2014, el Tribunal Constitucional del Perú dictaminó que una mujer transgénero no podía cambiar su género en su documento nacional de identidad El 21 de octubre de 2016, la Corte Constitucional del Perú revocó su decisión de 2014, en la que el tribunal había determinado que el sexo solo podía ser biológico y cromosómico.  En esta nueva sentencia, publicada el 8 de noviembre, el tribunal reconoció que las personas no solo se definen por su sexo biológico, sino que también hay que tener en cuenta su realidad psíquica y social. Por lo tanto, la corte ahora reconoce el derecho de las personas transgénero a su identidad de género, con esta decisión, las personas trans en Perú pueden solicitar un cambio de género ante un juez sin necesidad de una cirugía de reasignación de sexo.

#### Uruguay
La ley recibió la aprobación de la Cámara de Senadores el 16 de octubre de 2018, con 17 votos afirmativos de 29. La ley fue sancionada definitivamente por la Cámara de Representantes el 18 de octubre, con 62 votos a favor de 88. El derecho a la identidad de género es reconocida por la Ley N° 19.684.

## Situación legal en el mundo

Leyes mundiales relativas a la expresión de la identidad de género
Cambio de sexo legal, sin necesidad de cirugías
Cambio de sexo legal, pero se requiere de una cirugía de reasignación de sexo previa
Cambio de sexo ilegal
Desconocido/ambiguo

Son varios los países que permiten a las personas  trans  y  las  personas  género-diversas  modificar  sus  nombres  y/o  sus  marcadores  de  sexo/género  en  sus  documentos  de  identidad, mediante leyes, decretos, procedimientos administrativos, o una acción judicial.
La  mayoría  de  los  países  que  permiten  el  cambio  de  marcador  de  género o sexo registral lo  hacen cuando se han cumplido ciertas condiciones, que pueden incluir requisitos  médicos como la cirugía de reasignación de sexo, la esterilización forzada, terapia de sustitución hormonal y la evaluación psiquiátrica, prolongados períodos de espera o reflexión, el divorcio cuando la  persona  solicitante  esté  casada, o no tener hijos dependientes. Casi todos los países, incluso aquellos sin requisitos médicos prohibitivos, requieren que la persona sea mayor de una edad legal específica. A nivel mundial, la mayoría de las jurisdicciones legales reconocen las identidades de género tradicionales, los roles sociales, las características asociadas a los dos sexos (hombre y mujer), pero tienden a excluir cualquier otra identidad y expresión de género. Sin embargo, hay algunos países que reconocen, por ley, un tercer género.
| Continente | Sin reconocimiento | Cambio de sexo/género legal en documentos de identidad | Protección constitucional contra la discriminación | Reconocimiento de género no binario/tercer sexo                                                                     |
| ---------- | --- | --- | -------------------------------------------------- | --- |
| África     | Angola, Argelia, Benín, Burkina Faso, Burundi, Cabo Verde, Camerún, Chad, Comoras, Costa de Marfil, Egipto, Eritrea, Etiopía, Gabón, Gambia, Ghana, Guinea, Guinea-Bisáu, Guinea Ecuatorial, Kenia, Lesoto, Liberia, Libia, Madagascar, Malaui, Mali, Marruecos, Mauricio, Mauritania, Mozambique, Níger, Nigeria, República Centroafricana, República del Congo, República Democrática del Congo, Ruanda, Santo Tomé y Príncipe, Senegal, Seychelles, Sierra Leona, Somalia, Suazilandia, Sudán, Sudán del Sur, Tanzania, Togo, Túnez, Uganda, Yibuti, Zambia, Zimbabue. | Requisitos prohibitivos: Botsuana, Namibia, Sudáfrica. |                                                    | Kenia (solo intersex), Marruecos (solo intersex).                                                                   |
| América    | América del Norte: Estados Unidos (2 estados).América Central y el Caribe: Antigua y Barbuda, Bahamas, Barbados, Belice, Dominica, Granada, Guatemala, Guyana, Haití, Honduras, Jamaica, Nicaragua, República Dominicana, San Cristóbal y Nieves, San Vicente y las Granadinas, Santa Lucía, Trinidad y Tobago. América del Sur: Guyana, Paraguay, Venezuela. | Autodeterminación del género: Argentina, Brasil, Canadá, Chile, Colombia, Costa Rica, Ecuador, Estados Unidos (11 estados; a nivel federal solo en pasaportes), México (20 estados), Uruguay.Requisitos prohibitivos: Bolivia, Cuba, El Salvador, Estados Unidos (37 estados), México (12 estados), Panamá, Perú, Surinam. | Bolivia, Cuba, Ecuador                             | Argentina, Brasil, Canadá, Chile, Colombia, Costa Rica (pasaporte), Estados Unidos (pasaporte), México (4 estados). |
| Asia       | Afganistán, Arabia Saudita, Baréin, Brunéi, Camboya, Catar, Corea del Norte, Emiratos Árabes Unidos, Filipinas, Irak, Kuwait, Laos, Maldivas, Birmania, Omán, Siria, Tailandia, Timor Oriental, Turkmenistán, Uzbekistán, Yemen | Autodeterminación del género: Pakistán Requisitos prohibitivos: Bután, China, Corea del Sur, Hong Kong, India, Indonesia, Irán, Israel, Japón, Jordania, Kazajistán, Kirguistán, Líbano, Malasia, Mongolia, Nepal, Singapur, Sri Lanka, Taiwán, Tayikistán, Vietnam | Nepal                                              | Bangladés, India, Nepal, Pakistán                                                                                   |
| Europa     | Albania, Armenia, Azerbaiyán, Bulgaria, Georgia, Hungría, Mónaco, Macedonia del Norte, Rusia, San Marino. | Autodeterminación del género: Alemania, Bélgica, Dinamarca, España, Finlandia, Islandia, Irlanda, Luxemburgo, Malta, Noruega, Portugal, Suiza.Requisitos prohibitivos: Andorra, Austria, Bielorrusia, Bosnia y Herzegovina, Croacia, Chipre, Eslovaquia, Eslovenia, Estonia, Francia, Grecia, Italia, Kosovo, Letonia, Liechtenstein, Lituania, Moldavia, Montenegro, Países Bajos, Polonia, Reino Unido, República Checa, Rumania, Serbia, Suecia, Turquía, Ucrania. | Malta                                              | Alemania (solo intersex), Dinamarca (pasaporte), Islandia, Malta, Países Bajos (pasaporte)                          |
| Oceanía    | Estados Federados de Micronesia, Fiyi, Islas Marshall, Islas Salomón, Kiribati, Nauru, Palaos, Papúa Nueva Guinea, Samoa, Tonga, Vanuatu, Tuvalu. | Australia (requisitos varios), Nueva Zelanda (autodeterminación del género). | Fiyi                                               | Australia, Nueva Zelanda                                                                                            |